# Godwin Obasogie
Godwin Obasogie (* 25. Januar 1954) ist ein ehemaliger nigerianischer Hürdenläufer, der sich auf die 110-Meter-Distanz spezialisiert hatte.
Bei den British Commonwealth Games 1974 in Christchurch wurde er Siebter und beim Leichtathletik-Weltcup 1977 in Düsseldorf Fünfter.
1979 siegte er bei den Leichtathletik-Afrikameisterschaften in Dakar und wurde Sechster beim Leichtathletik-Weltcup in Montreal.
Seine persönliche Bestzeit von 13,69 s stellte er am 3. April 1976 in Austin auf.